# Batman i Robin
Batman i Robin (títol original: Batman and Robin) és una pel·lícula fantàstica estatunidenca dirigida per Joel Schumacher, estrenada l'any 1997. És continuació de Batman Forever, estrenada dos anys abans. Ha estat doblada al català.

## Argument
Després d'un accident al seu laboratori, Victor Fries, científic de professió, s'ha convertit en un ésser incapaç de suportar temperatures superiors a zero graus. Desitjós d'obtenir els fons necessaris per posar a punt un tractament contra la síndrome de MacGregor, una rara malaltia contreta per la seva dona, Mister Freeze projecta desencadenar una onada de fred sobre Gotham City.
D'altra banda, pot comptar amb la complicitat de la seva nova acòlita Poison Ivy, una criatura sensual i verinosa que intenta envair la ciutat de plantes carnívores. Se'ls ajunta Bane, un super-combatent estrenada d'una experiència a l'exèrcit. No obstant això, Batman i Robin marxen contra ells. Els ajudarà en la seva lluita l'anomenada Batgirl.

## Repartiment
- Arnold Schwarzenegger: Mister Freeze / Dr. Victor Fries
- George Clooney: Batman / Bruce Wayne
- Chris O'Donnell: Dick Grayson / Robin
- Uma Thurman: Dr. Pamela Isley / Poison Ivy
- Alicia Silverstone: Barbara Wilson / Batgirl
- Michael Gough: Alfred Pennyworth
- Pat Hingle: Comissari James Gordon
- John Glover: Dr. Jason Woodrue
- Elle Macpherson: Julie Madison
- Vivica A. Fox: Mlle B. Haven
- Vendela K. Thommessen: Nora Fries
- Elizabeth Sanders: Gossip Gerty
- Jeep Swenson: Bane
- John Fink: el guarda al museu asteca
- Michael Reid MacKay: Antonio Diego
- Eric Lloyd: Bruce Wayne (jove)
- Jon Simmons: Alfred Pennyworth (jove)
- Joe Sabatino: Frosty

## Producció

### Desenvolupament
Immediatament després de la sortida de Batman Forever el juny de 1995, Warner Bros. encomana una continuació.Joel Schumacher aconsegueix el lloc de director i Akiva Goldsman el de guionista des d'agost de 1995. És decidit a accelerar la producció del nou film per una estrena prevista el juny de 1997.Joel Schumacher vol llavors fer un homenatge a l'estil « camp » de la sèrie de televisió Batman de 1966 així com al treball de Dick Sprang. La història del film es va elaborar durant la preproducció de Dret a matar?, igualment dirigit per Joel Schumacher i escrit per Akiva Goldsman. Elements de la història de Mr. Freeze estan inspirats en l'episodi Heart of Ice de la sèrie d'animació de 1992 Batman.

### Repartiment dels papers
Val Kilmer havia de tornar a tenir el paper de Batman després de Batman Forever. Prefereix tanmateix encarnar Simon Templar al film El Sant. George Clooney és llavors contractat per reemplaçar-lo, malgrat el rodatge simultani de la sèrie Urgències.
Demi Moore va estar considerada pel paper de Poison Ivy, mentre que Patrick Stewart ho va ser pel de Mr. Freeze

### Rodatge
El rodatge va començar el 12 de setembre de 1996 
 i s'acaba el gener de 1997.principalment en els estudis de la Warner a Burbank a Califòrnia. Algunes escenes van ser igualment rodades a Texas (Dallas, Fort Worth), a Los Angeles (Greystone Park & Mansion a Beverly Hills, San Pedro) a Califòrnia (Long Beach), a Vermont, a Montreal i Ottawa al Canadà així com a Viena, Àustria.

### Banda sonora
1. "The End Is the Beginning Is the End" - The Smashing Pumpkins – 5:02
2. "Look into My Eyes" - Bone Thugs-n-Harmony – 4:28
3. "Gotham City" - R. Kelly – 4:56
4. "House on Fire" - Arkarna – 3:24
5. "Revolution" - R.E.M. – 3:04
6. "Foolish Games" - Jewel – 4:00
7. "Lazy Eye" - Goo Goo Dolls – 3:46
8. "Breed" - Lauren Christy – 3:05
9. "The Bug" - Soul Coughing – 3:09
10. "Fun for Me" - Moloko – 5:08
11. "Veri Ivy" - Meshell Ndegeocello – 3:33
12. "True to Myself" - Eric Benét – 4:41
13. "A Batman Overture" - Elliot Goldenthal – 3:35
14. "Moaner" - Underworld – 10:17
15. "The Beginning Is the End Is the Beginning" - The Smashing Pumpkins – 4:58

## Premis i nominacions
Font: Internet Movie Database

### Premis
- Premis ASCAP Film and Television Music 1998: Top Box Ofici Films per Elliot Goldenthal
- Premis Blockbuster Entertainment 1998:
  - millor actriu d'un film de ciència-ficció per Uma Thurman
  - millor segon paper masculí a un film de ciència-ficció per Chris O'Donnell
- Premis Kids' Choice 1998:
  - millor actriu per Alicia Silverstone
- Razzie Awards 1998 :
  - pitjor segon paper femení per Alicia Silverstone

### Nominacions
- Premis Saturn 1998:
  - millor film fantàstic
  - millor vestuari per Ingrid Ferrin i Robert Turturice
  - millor maquillatge per Ve Neill i Jeff Dawn
- premis Blockbuster Entertainment 1998 :
  - millor segon paper femení en un film de ciència-ficció per Alicia Silverstone
  - millor segon paper masculí a un film de ciència-ficció per Arnold Schwarzenegger
- Premis Kids' Choice 1998 :
  - millor film
  - millor actriu per Uma Thurman
- premis Motion Picture Sound Editors 1998: millor muntatge sonor
- Premis Razzie 1998: 
  - Premi Razzie al pitjor film
  - Premi Razzie al pitjor director per Joel Schumacher
  - Premi Razzie a la pitjor cançó original per Billy Corgan ("The End is The Beginning is The End")
  - Premi Razzie a la pitjor manca de respecte a la vida humana i als edificis públics
  - Premi Razzie al pitjor remake o continuació
  - Premi Razzie del pitjor parella a la pantalla per George Clooney i Chris O'Donnell
  - Premi Razzie al pitjor guió per Akiva Goldsman
  - Premi Razzie al pitjor segon paper masculí per Chris O'Donnell i Arnold Schwarzenegger
  - Premi Razzie al pitjor segon paper femení per Uma Thurman